# Balogéja
Balogéja (románul: Bologaia) falu Maros megyében, Erdélyben. Közigazgatásilag Mezőpagocsa községhez tartozik.

## Fekvése
A Szulice völgyében fekszik, kb. 360 m-es tengerszint feletti magasságban, Marosvásárhelytől 37 km-re északra, a Mezőségen.